# Large Marge
Large Marge, llamado Marge la pechugona en España, Las curvas de Marge en Hispanoamérica, es un episodio perteneciente a la decimocuarta temporada de la serie animada Los Simpson, estrenado en Estados Unidos el 24 de noviembre de 2002. Fue escrito por Ian Maxtone-Graham, dirigido por Jim Reardon y Adam West fue la estrella invitada, interpretando a Batman.

## Sinopsis
El episodio comienza cuando Lisa y Homero hacen una apuesta sobre quién había ganado las elecciones presidenciales de 1948, en la que Lisa apuesta por Harry S. Truman y Homer por Thomas E. Dewey. Homer aparentemente había ganado, pero luego descubre que había sido un error del periódico, y que en las elecciones Truman había superado a Dewey por dos millones de votos. Por ganar la apuesta, Lisa elegiría la actividad en el día de Padre e Hija. La actividad que elige es participar en la construcción de casas para la gente sin hogar, junto a Jimmy Carter, Bill Clinton, y George H. W. Bush. Cuando Homer pinta una casa, se quita su anillo de bodas para no mancharlo, y Lindsey Naegle y Cookie Kwan lo confunden con un hombre soltero. Marge, manejando, ve a Homer flexionando sus músculos ante las mujeres (aunque en realidad él estaba mostrando cómo Marge había dado a luz a Bart). Marge se preocupa ante el hecho de que Homer había perdido interés en ella, por lo que decide hacerse una liposucción.
Desafortunadamente, una confusión hace que a Marge, en lugar de liposuccionarla, le hagan un implante de siliconas. El cirujano le dice a Marge que debería esperar 48 horas antes de quitarle sus implantes. Marge queda furiosa, y le dice que llevaría a su esposo para que se quejase, aunque el cirujano duda de que si a Homer le molestaría el nuevo aspecto de su esposa.
Mientras tanto, Bart y Milhouse ven por TV un viejo episodio de Batman, en donde Krusty personaliza a un villano llamado Cara de Payaso (una parodia de The Joker), quien ata a Batman y a Robin a un carrusel. A Bart y a Milhouse les agrada la idea, y los inspira a recrear el hecho. Bart ata a Milhouse a un carrusel y lo hace girar con la ayuda de Otto. El carrusel, saliéndose de control, golpea la bandera de la escuela. Milhouse se baja del carrusel y vomita sobre la bandera, ante la vista de unos veteranos de guerra. El director Skinner está a punto de culpar a Bart por este hecho, pero luego el niño le dice que lo había visto a Krusty haciendo lo mismo en televisión. Como respuesta, Skinner lidera un grupo que protesta ante Krusty, y se lo hace ver como una mala influencia para los niños. El programa de Krusty es modificado, y se le quita todo lo que lo hacía divertido. Bart y Milhouse comienzan a planear cómo restituir la popularidad del payaso.
Luego de su operación, al volver a casa, Marge se da cuenta de que su nuevo aspecto le impide abrazar a Maggie y abrir las alacenas. Aunque trata de esconderse de la familia, pronto la descubren, y Homer la lleva a cenar a Luigi's, junto con los niños. Allí, todos los hombres la admiran, y una ejecutiva llamada Kiekie le propone ser modelo. Marge acepta, ya que quiere más emoción en su vida, pero pronto comienza a sentir dolor de espalda por la carga extra que lleva en el pecho. Además, descubre que todos los hombres de la ciudad la miran a cada paso.
En la exposición de zapatos de Springfield, Marge es humillada varias veces por los comentarios de los hombres cuando trata de promocionar unos zapatos. Al mismo tiempo, Bart ayuda a Krusty a volver a ganar su popularidad, usando a Milhouse y a Stampy, su antiguo elefante, en un engaño: Milhouse simularía ser tragado por Stampy, y Krusty lo salvaría pronunciando la palabra que calmaba al animal: Magumbo. Sin embargo, la broma sale de control y Stampy mete a Bart, Milhouse y Homer en su boca. Krusty olvida la palabra que debía decir, y los policías, presentes en el lugar, deciden dispararle a Stampy, con riesgo de matar a Bart, Homer y Milhouse. En ese momento, aparece Marge, y luego de intentar desesperadamente sin éxito persuadir a los policías de que no disparen, decide distraerlos soltándose el vestido, sorprendiendo a todos. Krusty, sorprendido por la acción de Marge, exclama la palabra mágica de Stampy, quien libera a los niños. Krusty se convierte en héroe y su popularidad vuelve.
Al día siguiente, el periódico de Springfield publica un pequeño artículo sobre la hazaña de Krusty, y muchas fotos sobre Marge, quien finalmente se quita los implantes y todo vuelve a la normalidad.